# マティアス・オカンポ
マティアス・エルネスト・オカンポ・オルニズン（Matías Ernesto Ocampo Ornizún, 2002年3月17日 - ）は、ウルグアイ・モンテビデオ県モンテビデオ出身のサッカー選手。スイス・チャレンジリーグ・ACベッリンツォーナ所属。ポジションはMF。

## クラブ経歴
2020年にデフェンソール・スポルティングのトップチームに昇格。8月30日のリベルプールFC戦でプロデビュー。以降出場機会が増え、2021年2月7日のクラブ・プラサ・デ・デポルテス・コロニア戦では、後半23分に起用され、2-2で迎えた追加タイム5分の場面で決勝ゴールを決め、3-2の勝利に導いた。
2023年1月、ACベッリンツォーナに移籍した。

## 代表歴
2019年にチリで開催された南米U-17選手権に、U-17ウルグアイ代表で出場。8試合1ゴールを記録した。